# جليزا 536 b
جليزا 536 b المعروف أيضا بالتسمية GJ 536 b أو HD 122303 b هو كوكب خارج المجموعة الشمسية مؤكد يقع على بعد 33 سنة ضوئية تقريباً من الأرض في كوكبة العذراء. جليزا 536 b أرض هائلة (أضخم من الأرض بنحو 5.4) في مدار دائري تقريباً يستغرق 8.7 يوم ضمن المنطقة الصالحة للحياة لقزم أحمر يسمى جليزا 536 نجم أصغر بكثير وأكثر برودة من الشمس. متوسط المسافة المدارية لجليزا 536 b تقدر بنحو 0.067 وحدة فلكية من النجم الأم.اكتشف الكوكب في 2016 باستخدام طريقة قياس السرعة الشعاعية من خلال جهاز الباحث الكوكبي بالسرعة الشعاعية عالية الدقة (HARPS) في مرصد لاسيلا تشيلي.